# Penthouse (tạp chí)
Penthouse, là một tạp chí dành cho đàn ông, do Bob Guccione sáng lập, là một tích hợp của các bài viết về lối sống đô thị, tranh ảnh khiêu dâm thậm chí ở mức nặng hơn cả tờ Playboy. Penthouse hiện là tài sản của Penthouse Media Group, Inc. từng được biết đến dưới cái tên General Media, Inc. với công ty mẹ là Penthouse International Inc.
Mặc dù Guccione là công dân Hoa Kỳ, tạp chí lại được sáng lập năm 1965 tại Anh, và từ năm 1969 bắt đầu được bán ở Hoa Kỳ. Trên đỉnh cao thành công, Guccione đã trở thành một trong những người giàu nhất ở Hoa KỲ. Ông này từng lọt vào danh sách Forbes 400 những người giàu có nhất (1982-$400 million net worth). Theo một số báo xuất bản tháng 4 năm 2002 của tờ New York Times có dẫn lời của Guccione cho hay Penthouse có doanh số từ $3.5 đến $4 tỷ USD trong suốt lịch sử 30 năm của công ty này và lợi nhuận ròng là hơn nửa tỷ USD.

## Các ấn bản quốc tế
Thời điểm tháng 4 năm 2006: 11 ấn bản quốc tế
- Australian edition
- Dutch edition
- German edition
- Greek edition
- Hungarian edition
- New Zealand edition
- Russian Edition
- Spanish edition
- Thai edition
- Ukrainian Edition
- United Kingdom edition

## Các liên kết ngoài
- Official Penthouse web site